# Круговое поле
Круговое поле, или поле деления круга степени n — это поле {\displaystyle K_{n}=\mathbb {Q} (u)}, порождённое присоединением к полю рациональных чисел {\displaystyle \mathbb {Q} } первообразного корня n-й степени из единицы {\displaystyle u}. Круговое поле является подполем поля комплексных чисел.
Название поля связано с тем, что деление единичной окружности на n равных частей равносильно построению первообразного корня из единицы n-й степени на комплексной плоскости. Исследование круговых полей сыграло значительную роль в создании и развитии теории целых алгебраических чисел, теории чисел и теории Галуа.
Пример: {\displaystyle K_{3}} состоит из комплексных чисел вида {\displaystyle a+b{\sqrt {3}}\ i}, где {\displaystyle a,b} — рациональные числа.

## Свойства
- Круговое поле содержит все корни n-й степени из единицы, а также результаты арифметических действий над ними. Оно не зависит от выбора первообразного корня n-й степени из единицы.
  - Следствие: круговое поле является полем разложения многочлена {\displaystyle x^{n}-1}.
- {\displaystyle K_{4n+2}=K_{2n+1}}, поэтому обычно предполагается, что остаток от деления n на 4 не равен 2 {\displaystyle (n\not \equiv 2{\pmod {4}})}. При выполнении этого условия разным n соответствуют неизоморфные круговые поля.
- Поле {\displaystyle K_{n}} является абелевым расширением поля {\displaystyle {\mathbb {Q} }} с группой Галуа {\displaystyle G(K_{n}/{\mathbb {Q} })\simeq (\mathbb {Z} /n\mathbb {Z} )^{*},}

где {\displaystyle (\mathbb {Z} /n\mathbb {Z} )^{*}} — мультипликативная группа классов вычетов по модулю n. Степень расширения {\displaystyle [K_{n}:{\mathbb {Q} }]} равна φ(n) (функция Эйлера).
Теорема Кронекера — Вебера: всякое абелево конечное расширение поля рациональных чисел содержится в некотором круговом поле.